# Capon Lake (Virginia Occidental)
Capon Lake es un área no incorporada ubicada dentro del Distrito Capón, una división civil menor del condado de Hampshire (Virginia Occidental), Estados Unidos. Está catalogada como un asentamiento humano por la Junta de Nombres Geográficos de los Estados Unidos.
El número de identificación (ID) asignado por el Servicio Geológico de Estados Unidos es 1554067.

## Geografía
Se encuentra a una altitud de 275 metros sobre el nivel del mar (902 pies) según el conjunto de datos de elevación nacional.